# James H. Wilkinson
James H. Wilkinson   (Strood, 27 de setembre de 1919 - Teddington, 5 d'octubre de 1986) va ser un matemàtic britànic que va realitzar una contribució excepcional a la informàtica pel seu treball sobre l'anàlisi numèrica.

## Els seus inicis en els mètodes numèrics
Va ser educat a l'Escola de Matemàtiques de Joseph Williamson (a Rochester) i al Trinity College de Cambridge, on a l'edat de 16 anys, va guanyar una beca a matemàtiques. El 1940 va ingressar al Ministeri de Subministraments, que tenia al seu càrrec el departament d'investigació d'armament al Laboratori Matemàtic de Cambridge. Durant la Segona Guerra Mundial el van traslladar a 1943 a Fort Halstead on va estar treballant en la solució de problemes de balística i de termodinàmica d'explosius amb tècniques clàssiques matemàtiques i per mètodes numèrics.

## Els seus treballs al Laboratori Nacional de Física delRegne Unit
Després de la guerra va unir-se al La Laboratori Nacional de Física (NPL) britànic per emprendre el treball que posteriorment el va portar al reconeixement mundial i a l'aclamació. Va ser part clau en el desenvolupament de l'ordinador ACE, el primer a ser construït en Anglaterrai, a continuació, es va concentrar-se en l'ús d'ordinadors per solucionar problemes científics, desenvolupant els mètodes numèrics necessaris per a la tasca. En aquesta recerca, Wilkinson va inventar un nou tipus d'anàlisi basat en una filosofia diferent.

## Retorn per a l'anàlisi de l'error
En els intents de trobar una solució numèrica a un problema matemàtic, va descobrir que la solució no era del problema original, però si molt a prop d'aquest. Per això Wilkinson va treballar llavors tornant amb la solució al problema inicial. Va publicar sobre els Errors en Processos algebraics i el Problema de valor propi algebraic, tots dos treballs en comú. També va desenvolupar el programari matemàtic en llenguatge d'alt nivell, conegut com el Fortran. Després de la seva retirada del NPL, va ser designat professor al departament de ciències d'informàtica aplicada a la Universitat Stanford, Califòrnia.

## Els seus últims anys
Wilkinson, tot i els molts honors concedits, i els grans guanys que va obtenir mai va adoptar una manera de viure ostentosa. Sempre es traslladava en bicicleta, i en moltes reunions internacionals els seus nombrosos admiradors estrangers van estar sorpresos de veure'l arribar sobre dues rodes. Va ser un dels grans inventors en informàtica i un geni incansable fins als seus últims dies de vida. Va rebre el Premi Turing el 1970 "per la seva recerca en anàlisi numèrica, facilitant l'ús de l'ordinador digital d'alta velocitat", havent rebut un gran reconeixement pel seu treball en àlgebra lineal i l'anàlisi d'errors.